# USS Raleigh (1776)
El USS Raleigh fue uno de los trece buques que el Congreso Continental autorizó para la US Navy en 1775. Posteriormente, sirvió para la Royal Navy como HMS Raleigh tras su captura en el año 1778.

## Como USSRaleigh
La USS Raleigh, fue una fragata construida por Messrs. James Hackett, Hill, y Paul en Portsmouth, Nuevo Hampshire, bajo la supervisión de Thomas Thompson; fue autorizada su construcción por el Congreso Continental el 13 de diciembre de 1775 y su quilla, fue puesta en grada el 21 de marzo de 1776 y botada el 21 de mayo de 1776.
El USS Raleigh tenía como mascarón de proa una figura completa de Walter Raleigh. Fue puesto bajo el mando del capitán Thomas Thompson el 12 de agosto de 1777.  Durante un breve espacio de tiempo, se unió al Alfred y navegó con el rumbo a Francia. Tres días después, capturó una goleta que portaba dinero falsificado de Massachusetts. Quemó la Goleta y su carga, excepto algunos ejemplares, y continuó con su viaje transatlántico. El 2 de septiembre capturó al bergantín británico Nancy, y de él obtuvo las señales del convoy al que debía escoltar. Los buques americanos atacaron el convoy el 4 de septiembre de 1777.
El USS Raleigh, hizo uso de las señales capturadas para interceptor el convoy, y se enfrentó al HMS Druid. En la batalla, dañó al Druid, pero ante la llegada del resto de escoltas del convoy, optó por retirarse.
El 29 de diciembre de 1777, el USS Raleigh y el USS Alfred tomaron suministros militares en L'Orient, Francia. Posteriormente, navegaron a lo largo de la costa oeste de África. Tras capturar un navío británico en Senegal, El USS Raleigh cruzó el Océano Atlántico rumbo a las Indias occidentales. El 9 de marzo de 1778, en las Antillas, el USS Alfred, que se entcontraba distanciado del USS  Raleigh, fue capturado por los británicos HMS Ariadne y HMS Ceres. El USS Raleigh, incapaz de alcanzar al USS Alfred a tiempo de ayudarlo, optó por continuar con rumbo norte y retornar a Nueva Inglaterra a comienzos de abril de 1778.
Acusado de cobardía y negigencia en el cumplimiento del deber de socorrer al USS  Alfred, El capitán Thompson fue suspendido poco después de llegas a puerto. El 30 de mayo de 1778 el comité de marina nombró a John Barry para reempñazarlo como capitán.
Barry llegó a Boston para asumir el mando el 24 de junio solo para encontrar el barco sin tripulación ni suministros a bordo en protesta por el modo en que se había producido su nombramiento. Su reputación y carácter, no obstante, neutralizó la mala voluntad del Comité de Marina, lo que le ayudó a conseguir la tripulación y suministros.
El 25 de septiembre el USS Raleigh navegó con rumbo a Portsmouth, Virginia, con un bergantín y una balandra. Seis horas después de largar velas, fueron avistados. Tras la identificación de los buques como mercantes británicos, se les ordenó volver a puerto. El USS Raleigh trató de retirarse. A lo largo de ese día y del siguiente, los buques británicos HMS Unicorn y HMS Experiment persiguieron al USS Raleigh. A finales de la tarde del día 27 el primero de los buques británicos se enfrentó con él en una batalla de siete horas de duración, gran parte de ella a corto alcance. En torno a media noche, el Capitán Barry intentó ocultar su barco en las islas de la bahía de Penobscot.
Los británicos continuaron presentantdo batalla. El USS Raleigh abrió fuego y el capitán ordenó tomar rumbo a tierra. El USS Raleigh encayó en la Isla Wooden Ball. Posteriormente, el capitán ordenó a su tripulación desembarcar para continuar la lucha y prender fuego al USS Raleigh.
Los tres buques habían quedado muy dañados tras la batalla, especialmente el HMS Unicorn. Algunos de los americanos en la costa fueron capturados, aunque algunos otros, incluido su capitán, consiguieron retornar a Boston, Massachusetts, a donde llegaron el 7 de octubre.

## Como HMSRaleigh
Los británicos reflotaron el Raleigh el 28 de septiembre, y tras reparaciones, fue dado de alta en la Royal Navy con el nombre HMS Raleigh. Continuó luchando durante el resto de la Guerra de Independencia de los Estados Unidos  como un buque británico, y tomó parte en la captura de Charleston, Carolina del Sur. En mayo de 1780, fue dada de baja en Portsmouth, Inglaterra, el 10 de junio de 1781 y fue vendida en julio de 1783.
- Datos: Q2710861